# Contre-la-montre par équipes de Borlo 2014
Le contre-la-montre par équipes de Borlo 2014 a eu lieu le 13 juillet 2014 à Borlo, section de la commune de Gingelom, en Belgique. Quatre catégories d'équipes se sont affrontées sur une boucle de 18,8 kilomètres qu'il fallait parcourir d'une à trois fois. Zannata-Lotto Menen remporte la course Juniors, KSV Deerlijk-Gaverzicht la Coupe de Belgique et Lotto-Belisol U23 la septième manche de la Topcompétition.

## Description
Le contre-la-montre par équipes de Borlo s'effectue sur un circuit long de 18,8 kilomètres qui démarre de Borlo et forme une bouche passant par les finages de Jeuk, Borlo, Niel-bij-Sint-Truiden, Gingelom, Buvingen et se termine à Borlo, dans la Homsemstraat, à 300 mètres du départ qui est donné quant à lui Molenstraat.
Les clubs des Débutants prennent le départ à partir de 11 h 20 et disputent un parcours de 18,8 kilomètres. Le premier départ des Juniors est prévu à 12 h et couvrent 38,6 kilomètres, soit deux tours de circuit. Les clubs de la coupe de Belgique Élite et U23 partent à 13 h également pour deux tours de circuit. Enfin, les équipes de la Topcompétition partent à partir de 14 h 30 pour une distance de 57 kilomètres, soit trois tours de circuit.

## Classements

### Juniors
| Classement par équipes | Classement par équipes                  | Classement par équipes | Classement par équipes | Classement par équipes |
|                        | Équipes                                 | Pays                   |                        | Temps                  |
| ---------------------- | --------------------------------------- | ---------------------- | ---------------------- | ---------------------- |
| Vainqueur              | Zannata-Lotto Menen                     | Belgique               | en                     | 59 min 3 s 410         |
| 2e                     | Davo CT-Tongeren                        | Belgique               | +                      | + 15 s                 |
| 3e                     | Avia-Crabbé                             | Belgique               |                        | + 22 s                 |
| 4e                     | KSV Deerlijk-Gaverzicht                 | Belgique               |                        | + 1 min 7 s            |
| 5e                     | Balen BC                                | Belgique               |                        | + 1 min 18 s           |
| 6e                     | RVS Péruwelz-Bury                       | Belgique               |                        | + 1 min 35 s           |
| 7e                     | Sport en Moedig Genk                    | Belgique               |                        | + 2 min 1 s            |
| 8e                     | DJ-Matic Kortrijk                       | Belgique               |                        | + 2 min 4 s            |
| 9e                     | De Molenspurters-Meulebeke              | Belgique               |                        | + 2 min 7 s            |
| 10e                    | Tielste rennersclub                     | Belgique               |                        | + 2 min 19 s           |
| 11e                    | Onder Ons Parike                        | Belgique               |                        | + 2 min 21 s           |
| 12e                    | Lotto-Velo Club Ardennes                | Belgique               |                        | + 2 min 27 s           |
| 13e                    | WAC Team Hoboken                        | Belgique               |                        | + 2 min 44 s           |
| 14e                    | APT-Spie-Douterloigne CT                | Belgique               |                        | + 2 min 56 s           |
| 15e                    | Verandas Willems-CC Chevigny            | Belgique               |                        | + 3 min 5 s            |
| 16e                    | DCM CT                                  | Belgique               |                        | + 3 min 8 s            |
| 17e                    | Youncg Cycling Team                     | Belgique               |                        | + 3 min 29 s           |
| 18e                    | CT Luc Wallays-Jonge Renners Roeselaere | Belgique               |                        | + 3 min 30 s           |
| 19e                    | Royal Cureghem Sportief                 | Belgique               |                        | + 3 min 56 s           |
| 20e                    | Kalas CT                                | Belgique               |                        | + 4 min 2 s            |
| 21e                    | De Demerspurters                        | Belgique               |                        | + 4 min 3 s            |
| 22e                    | Hand in Hand Baal                       | Belgique               |                        | + 4 min 7 s            |
| 23e                    | Sprint 2000 Charleroi                   | Belgique               |                        | + 4 min 11 s           |
| 24e                    | Wielerteam Waasland                     | Belgique               |                        | + 4 min 18 s           |
| 25e                    | Noord West Brabant                      | Belgique               |                        | + 5 min 36 s           |
| 26e                    | Edegem BC                               | Belgique               |                        | + 6 min                |
| 27e                    | Heist Zuiderkempen                      | Belgique               |                        | + 6 min 2 s            |
| 28e                    | Rudyco Janatrans CT                     | Belgique               |                        | + 6 min 18 s           |
| modifier               |                                         |                        |                        |                        |

### Coupe de Belgique
| Classement par équipes | Classement par équipes         | Classement par équipes | Classement par équipes | Classement par équipes |
|                        | Équipes                        | Pays                   |                        | Temps                  |
| ---------------------- | ------------------------------ | ---------------------- | ---------------------- | ---------------------- |
| Vainqueur              | KSV Deerlijk-Gaverzicht        | Belgique               | en                     | 47 min 36 s 109        |
| 2e                     | Rupelspurters Boom             | Belgique               | +                      | + 55 s                 |
| 3e                     | Antwerp BC                     | Belgique               |                        | + 59 s                 |
| 4e                     | Smartphoto CT                  | Belgique               |                        | + 1 min 29 s           |
| 5e                     | Douchy - Thalassa CT           | Belgique               |                        | + 1 min 48 s           |
| 6e                     | Deplasco-VDBG Steenhouwerij    | Belgique               |                        | + 1 min 59 s           |
| 7e                     | Verandas Willems-CC Chevigny   | Belgique               |                        | + 2 min 5 s            |
| 8e                     | CT 2020                        | Belgique               |                        | + 2 min 10 s           |
| 9e                     | United                         | Belgique               |                        | + 2 min 24 s           |
| 10e                    | Wetterse Dakwerken-Trawobo-VDM | Belgique               |                        | + 2 min 31 s           |
| 11e                    | Steeds Vooraan Kontich         | Belgique               |                        | + 2 min 34 s           |
| 12e                    | Royal Cureghem Sportief        | Belgique               |                        | + 2 min 43 s           |
| 13e                    | Hand in Hand Baal              | Belgique               |                        | + 3 min 6 s            |
| 14e                    | Cecemel CT                     | Belgique               |                        | + 3 min 14 s           |
| 15e                    | Dovy-Keukens Vindi             | Belgique               |                        | + 3 min 17 s           |
| 16e                    | ILLI-Bikes                     | Belgique               |                        | + 3 min 18 s           |
| 17e                    | Van Eyck Sport                 | Belgique               |                        | + 3 min 21 s           |
| 18e                    | FCP-Glascentra-Tops Antiek     | Belgique               |                        | + 3 min 29 s           |
| 19e                    | Heist Zuiderkempen             | Belgique               |                        | + 3 min 44 s           |
| 20e                    | Sport en Moedig Genk           | Belgique               |                        | + 4 min 1 s            |
| 21e                    | Zannata-Lotto Menen            | Belgique               |                        | + 4 min 26 s           |
| 22e                    | Noord-West Brabant             | Belgique               |                        | + 4 min 37 s           |
| 23e                    | Pesant CL                      | Belgique               |                        | + 5 min 7 s            |
| 24e                    | Arow CT                        | Belgique               |                        | + 5 min 22 s           |
| modifier               |                                |                        |                        |                        |

### Topcompétition
L'équipe Lotto-Belisol U23 termine première en 1 h 10 min 12 s 95, elle est suivie par VL Technics-Abutriek à 5 s 54 et par Vastgoedservice-Golden Palace Continental à 7 s 39. L'équipe Cibel est absente.
| Classement par équipes | Classement par équipes                    | Classement par équipes | Classement par équipes | Classement par équipes |
|                        | Équipes                                   | Pays                   |                        | Temps                  |
| ---------------------- | ----------------------------------------- | ---------------------- | ---------------------- | ---------------------- |
| Vainqueur              | Lotto-Belisol U23                         | Belgique               | en                     | 1 h 10 min 12 s 95     |
| 2e                     | VL Technics-Abutriek                      | Belgique               | +                      | + 5 s 54               |
| 3e                     | Vastgoedservice-Golden Palace Continental | Belgique               |                        | + 7 s 39               |
| 4e                     | Verandas Willems                          | Belgique               |                        | + 18 s 99              |
| 5e                     | 3M                                        | Belgique               |                        | + 33 s 25              |
| 6e                     | EFC-Omega Pharma-Quick Step               | Belgique               |                        | + 50 s 20              |
| 7e                     | Josan-To Win                              | Belgique               |                        | + 1 min 39 s 10        |
| 8e                     | Color Code-Biowanze                       | Belgique               |                        | + 2 min 33 s 33        |
| 9e                     | Veranclassic-Doltcini                     | Belgique               |                        | + 2 min 52 s 21        |
| 10e                    | Van Der Vurst Development                 | Belgique               |                        | + 4 min 9 s 83         |
| 11e                    | BCV Works-Soenens                         | Belgique               |                        | + 4 min 10 s 47        |
| 12e                    | Ottignies-Perwez                          | Belgique               |                        | + 4 min 29 s 82        |
| 13e                    | Prorace                                   | Belgique               |                        | + 4 min 36 s 47        |
| 14e                    | Baguet-MIBA Poorten-Indulek               | Belgique               |                        | + 5 min 14 s 06        |
| 15e                    | Bianchi-Lotto-Nieuwe Hoop Tielen          | Belgique               |                        | + 5 min 21 s 72        |
| 16e                    | T.Palm-Pôle Continental Wallon            | Belgique               |                        | + 7 min 53 s 94        |
| 17e                    | Asfra Racing Oudenaarde                   | Belgique               |                        | + 10 min 36 s 64       |
| modifier               |                                           |                        |                        |                        |